# 山岸徳平
山岸 徳平（やまぎし とくへい、明治26年（1893年）11月25日 - 昭和62年（1987年）5月22日）は、日本の国文学者。中古文学専攻。東京教育大学教授、実践女子大学教授、中央大学教授などを務めた。

## 経歴
出生から修学期
1893年、新潟県西蒲原郡（現新潟市西蒲区・旧西川町）で生まれた。新潟師範学校で学び、1914年(大正3年)に卒業した後に、東京高等師範学校本科に進んだ。東京高師時代は徒歩部（今の筑波大学陸上競技部）に所属していた。先輩に金栗四三がおり、一緒にマラソン選手として数々の大会に出場。1918年に同校を卒業し、東京帝国大学文学部国文科に入学。1924年卒業後は、同大学大学院に進んだ。
1925年より学習院教授。1930年からは東京文理科大学助教授となり、東京高等師範学校教授を兼ねた。1939年、東京文理科大学教授に昇格。「トッペイ先生」、「トッペイさん」などの愛称があり、本を探していると気軽に声をかけてくれる気さくな先生であったという。
戦後
1949年、東京文理科大学が新制東京教育大学の設立に伴って包摂され、東京教育大学教授となった。1954年、東京教育大学を定年退官し、東京教育大学名誉教授となった。その後は実践女子大学教授として教鞭をとった。1958年10月、実践女子大学第2代目学長に就任(～1961年12月)。1961年からは中央大学教授も務めた。また、1961年には学位論文『懐風藻の研究』を東京教育大学に提出して博士号を取得。1966年4月からは、再び実践女子大学学長(第4代)を務めた(～1971年3月)。
学界では、中古文学会初代会長を務めた。東京高師時代より陸上競技に親しんでおり、大日本体育協会評議委員、全日本陸上競技連盟理事、全国マラソン連盟副会長でもあった。気分転換にはマラソンをしたという。なお、登山も好み、富士山には100回以上登っている。
1987年、心不全のため死去。

## 受賞・栄典
- 1968年：勲二等瑞宝章受章

## 研究内容・業績
専門は国文学で、著作は『山岸徳平著作集』(全5巻)にまとめられている。
1938年に宮内庁図書寮（のちの宮内庁書陵部）で『とはずがたり』を発見した。書籍目録では「地理」に分類されていたのを書名から訝しく思い、探し出したという。
山岸徳平文庫
旧蔵書が1965年10月頃に実践女子大学に寄贈され、山岸徳平文庫となっている。重要文化財『拾遺和歌集』を中心とした和歌、物語、随筆など国文学関係を中心とし、漢籍、日本漢詩文、仏教書等の集書群で構成され、その数は日本の古典籍6321点、漢籍751点がある。目録も刊行されている。

## 著書

### 単著
- 『源氏物語開題：尾州家河内本』尾張徳川黎明会 1935
- 『源氏物語研究序説：河内本』岩波書店 1936
- 『日本精神叢書：懐風藻と日本文化』文部省教学局 1942
- 『新日本文学史』有精堂出版 1952
- 『説話物新釈』金子書房 1952
- 『書誌学序説』岩波書店(岩波全書) 1977
  - 新装版 2008
- 『近世漢文学史』汲古書院 1987

### 著作集
- 『山岸徳平著作集』(全5巻) 有精堂出版 1971-1973

1. 『日本漢文学研究』
2. 『和歌文学研究』
3. 『物語随筆文学研究』
4. 『歴史戦記物語研究』
5. 『説話文学研究』

### 編著・共著
- 『源氏物語研究』島津久基共著、新潮文庫 1938
- 『平安文学研究』編 有朋堂 1948
- 『ローマ字で引く国語新辞典』福原麟太郎共編、研究社辞書部 1952
  - 新装版 2010年
- 『半井本保元物語と研究』高橋貞一共編著、未刊国文資料刊行会 1959
- 『常用新辞林』高橋書店 1960
- 『平治物語(九条家本)と研究』高橋貞一共著、未刊国文資料刊行会 1960
- 『清水新国語辞典』清水書院 1961年 [10]
- 『日本漢文学史論考』岩波書店 1974
- 『日本文学研究のために』新典社 1977
- 『作品中心日本文学史』新典社 1984

### 校注等
- 『今昔物語集』(現代語訳国文学全集 12) 非凡閣 1938
- 『枕草子』清少納言筆、校註、東京武蔵野書院 1939
- 『大鏡』校訂、古典文庫 1947
- 『唐詩評解』有精堂出版 1952
- 『堤中納言物語評解』有精堂出版 1954
- 『平中物語・和泉式部日記・篁物語』(日本古典全書) 朝日新聞社 1959
- 『八代集全註』有精堂出版 1960
- 『堤中納言物語』角川文庫 1963
- 『源氏物語』(日本古典文学大系)(全5冊) 1958-1963
  - 文庫化 岩波文庫 1965-1967
  - ワイド版1994年
- 『五山文学集、江戸漢詩集』(日本古典文学大系 89) 岩波書店 1966
- 『無名草子』訳註 角川文庫 1973

### 記念論集
- 『中古文学論考』山岸徳平先生をたたへる会 有精堂出版 1972年
- 『日本文学の視点と諸相』山岸徳平先生記念論文集刊行会 汲古書院 1991年